# Endy Opoku Bernadina
Endy Opoku Bernadina (3 tháng 5 năm 1995) là một cầu thủ bóng đá Hà Lan thi đấu ở vị trí tiền đạo cho FO ŽP Šport Podbrezová. Anh có bố là người Curaçao và mẹ là người Ghana.